# Kaga
Kaga (加賀市?, Kaga-shi) è una città giapponese della prefettura di Ishikawa.

## Amministrazione

### Gemellaggi
Kaga è gemellata con:
- Hamilton, dal 1968